# قاسم آهامادا
قاسم آهامادا (فرانسوی: Kassim Ahamada‎؛ زادهٔ ۱۸ آوریل ۱۹۹۲) بازیکن فوتبال اهل اتحاد قمر است.

## باشگاهی
از باشگاه‌هایی که در آن بازی کرده‌است می‌توان به باشگاه فوتبال تروا اشاره کرد.

## تیم ملی
وی همچنین در تیم ملی فوتبال اتحاد قمر بازی کرده‌است.